# Euphrasie Mbamba
Pour les articles homonymes, voir Mbamba.
Euphrasie Mbamba est une chocolatière d'origine camerounaise. Elle vit en Belgique.

## Biographie

### Enfance, formation et débuts
Euphrasie Mbamba est née au Cameroun. Enfant, elle admire le travail de son grand-père. Il a une plantation de cacaoyers. Il vend les fèves sur le marché local. 

### Carrière

#### Traductrice
Euphrasie Mbamba part vivre et travailler en tant que traductrice, en Wallonie. 

#### Chocolatière
Son grand-père décède, elle hérite des 16 hectares de cacaoyers laissés à l’abandon. Elle reprend la plantation familiale et se donne pour objectif de produire du chocolat 100% Cameroun. Le Cameroun ne fait pas partie des pays reconnus pour la qualité des fèves de cacaoyers. En 2014, aidée par trois ingénieurs africains, elle produit une fève de première qualité. Elle importe les fèves de cacao, qu'elle transforme elle-même. Cela lui permet de rémunérer de façon plus équitable, les planteurs.
À Ciney, en Région wallonne, elle fabrique des chocolats avec des fèves du Cameroun et de Madagascar.

## Distinctions
- médailles d’argent et de bronze salon du Chocolat de Bruxelles, 2016[2]
- meilleure artisane, la vitrine de l'artisan, 2017[3]
- chocolatière wallonne de l'année 2019, Gault et Millau[4]